# Peja
Peja vagy Pejë (szerbül: Пећ/Peć, törökül: İpek) város Koszovó nyugati részén, az azonos elnevezésű közigazgatási kerület székhelye. A kerület 602 km²-nyi területen fekszik, beleértve Peja városát is, valamint 95 községet, melyek 28 területi közösség közt oszlanak el. 2011-ben a kerület teljes lakossága mintegy 95 723 fő volt, melyből mintegy 60 000 Peja városában él.

## Nevének eredete
Peć nevének jelentése szerb nyelven annyit tesz, mint barlang, amely talán a közeli Rugova-völgy barlangjaira utal, ahol az ortodox szerzetesek meghúzták magukat. A Raguzai Köztársaság idejéből fennmaradt dokumentumok alapján a város nevét időnként forno-furnace, azaz tűzhely, kemence jelentéssel fordították.
Az albán Peja és Pejë elnevezés eredete eltér a szerbtől. A város további elnevezései: latinul Pescium és Siparantum , görögül Επισκιον [Episzkion], oszmán török nyelven ايپك (İpek).

## Földrajza

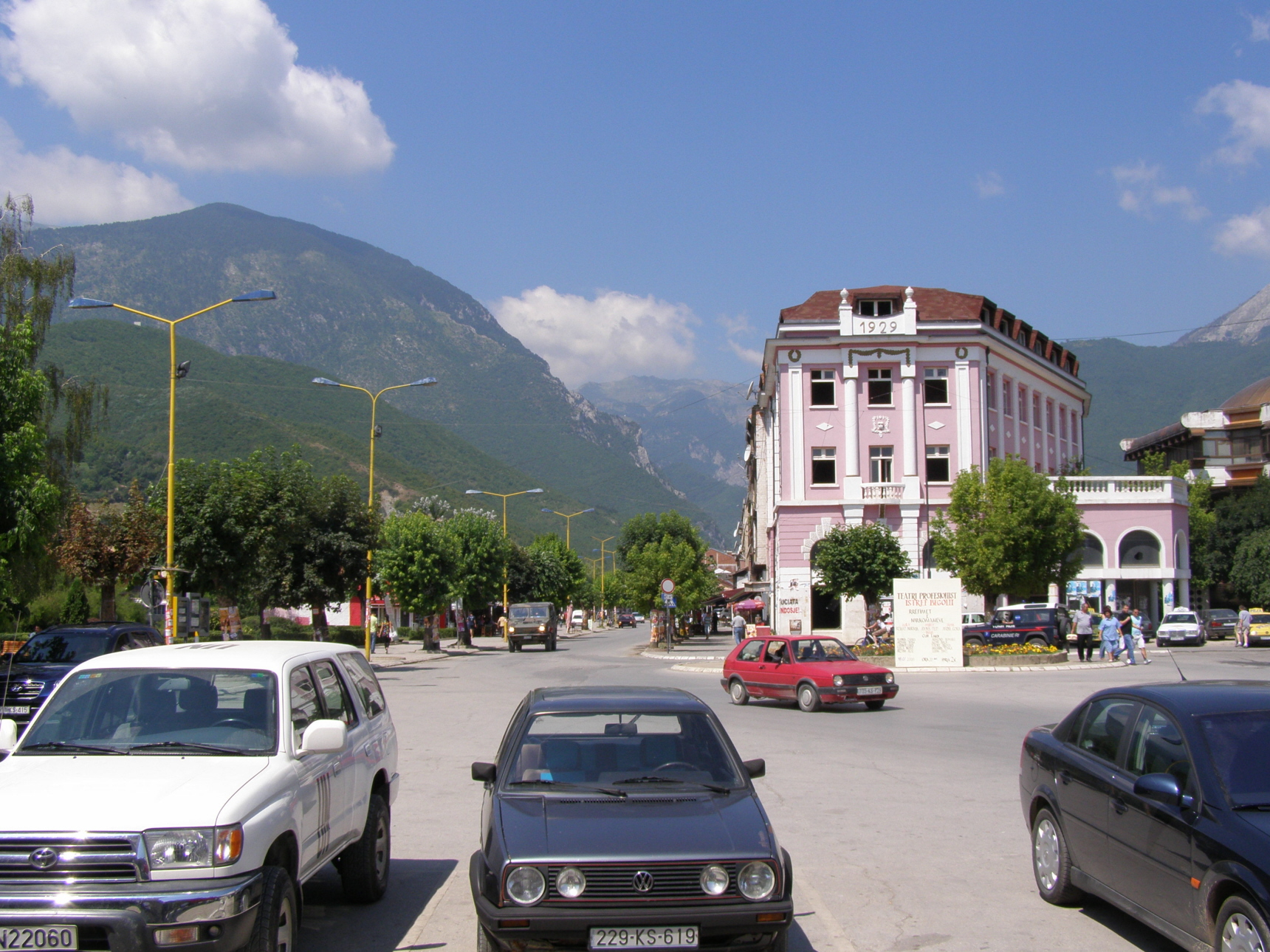
Peći utcakép

A város és a közigazgatási kerület a Prokletije hegység lábainál terül el, nem messze a Rugova-völgytől.

### Éghajlata
| Hónap | Jan. | Feb. | Már. | Ápr. | Máj. | Jún. | Júl. | Aug. | Szep. | Okt. | Nov. | Dec. | Év |
| ----- | ---- | ---- | ---- | ---- | ---- | ---- | ---- | ---- | ----- | ---- | ---- | ---- | -- |

## Története

### Az őskor
A mezolitikumi ember életének régészeti emlékeit találták meg a várostól északkeletre, a Prokletije hegységben. Az indoeurópai nyelvet beszélő, törzsi társadalomba szerveződő illírek i. e. 1000 körül, a bronzkor végén és a vaskor hajnalán tűntek fel a Balkán-félsziget nyugati vidékein. Ők – valószínű a docleatae törzs – alapították a várost, közel a Rugova-völgy déli bejáratához. A településnek a különböző illír államalakulatokban szerepe volt a Nyugat-Balkán belső területein és az Adriai-tenger mellett található helyiségek közötti kapcsolatban.

### Azókoridőszaka
Róma az első (i. e. 229‒228), a második (i. e. 219) és a harmadik (I. e. 168) illír háborúban legyőzte az Illír Királyságot. A birodalom az elfoglalt, s gyarmatokká lett területek egészét előbb Illyricum provinciává, később – a császárkorban (i. sz. 9) – a déli területet Dalmatia provinciává szervezte. A város municipium volt. Ez jelzi, hogy lakói bennszülöttekből ‒ valószínű latinizált illírekből ‒, és nem római telepesekből tevődött össze. E korban több megnevezése ismeretes a városnak: Picaria, Pescijum, Pentz, Siparant(um). A négy évszázados római jelenlét gazdasági és kulturális felemelkedést hozott az illírek lakta területeknek, így a városnak is, amely ebben az időszakban ugyancsak megtartotta – földrajzi elhelyezkedéséből adódóan – a provincia közlekedésében betöltött jelentős szerepét.
A kereszténység nagyon korán, már az 1. században megjelent az illírek lakta területeken. I. (Nagy) Theodosius (347‒395 ‒ uralkodott: 379‒395) 379-ben a déli részeken három püspökséget szervezett. A három közül az északi volt Praevalitania egyházmegye Scodra székhellyel. Theodosius elhatárolódva az eretnekmozgalmaktól csak azoknak engedélyezte a „katolikus keresztény” megnevezés használatát, akik elfogadták a Szentháromságot, úgy ahogy azt az első nikaiai zsinat 325-ben meghatározta. A Római Birodalom 395-ös kettészakadásával a Drinustól keletre lévő területek a Keletrómai Birodalomhoz kerültek, de ekkor még a nyugat-balkáni részek, felekezeti értelemben (joghatóságilag), a kereszténység római ágához tartoztak.

### A bizánci uralom idején
A Bizánci Birodalom a Balkán-félsziget nagy részét Illyricum néven szervezte a császárság tartományává. A 6. század közepétől északról az avar, a bolgár és különösen a szláv (szlavin) támadások az egész félszigetet a vadság és a pusztulás örvényébe juttatták. A szlávok (és bolgárok) rablóhadjáratai egyre inkább területszerző harcokká lettek, és az Illyricumban történt letelepedésüket eredményezték. Megtartották törzsi szerveződésüket. A szlávok nem vették fel a kereszténységet, nem voltak városaik, s államuk sem fejlődött ki.
„…a szlávok átkozott népe, végiggázolt egész Hellaszon… sok várost és erődöt bevett, pusztította, égette, fosztogatta az országot, és uralkodott rajta; és egészen szabadon, félelem nélkül tanyázott ott, akárcsak a maga országiban… szabadon mozoghattak az országban, ott tanyáztak és rövidesen el is terpeszkedtek benne, míg Isten ki nem kergette őket. Pusztítottak, gyújtogattak és fosztogattak… zsákmányuk lett minden császári gulya ‒ sok ezer ‒ s a többi emberek gulyái is… ott laknak, ott tanyáznak, ott időznek a római tartományokban, gond és félelem nélkül, fosztogatnak, öldökölnek és gyújtogatnak; meggazdagodtak, van aranyuk és ezüstjük, méneseik és sok fegyvereik. Megtanultak háborút viselni, jobban mint a rómaiak; noha együgyű emberek voltak, akik mutatkozni sem mertek az erdőkön kívül és a fátlan helyeken; két-három hajítódárdán kívül azt sem tudták mi a fegyver.” – Ióannész Ephesziosz
A mészárlásokkal járó barbár inváziók elől az őslakos illírek és trákok nagy számban menekültek a hegyek közé, vagy kitelepítették őket. Így az Illyricum bizánci intézményei gyakorlatilag megszűntek.
A 7. század első évtizedeitől a birodalmi igazgatási szervezetek, a themák létrehozásával megindult a Balkán-félsziget nyugati és déli területein a szlavinok sikeres asszimilálása a bizánci kultúrába. A megkeresztelkedett, s göröggé lett szláv népességnek ismét püspökségeket alapítottak. – A Észak-Balkán középső területein az utolsó szláv csoportokként a szerbek telepedtek le. A Birodalom egyik legfontosabb, és kezdetben a legengedetlenebb alattvalói lettek. Először – Bizánc kérésére – Rómából küldött misszionáriusok térítették keresztény hitre őket. A császár megengedte nekik, hogy a Birodalom határain belül, de saját vezetőik irányítása alatt éljenek, fejedelmük legyen. A szerbek ugyancsak szerepet játszottak a területeiken élő szlavinok kulturális asszimilációjában, de ezt úgy tették, hogy saját szláv/szerb nyelvük átvételével juttatták őket a bizánci kultúrához. A déli görög(szlavin) és az északi szerb(szlavin) népcsoportnál a kulturális asszimilációs folyamat legjelentősebb tényezője, az újabb misszionárius munkával megerősített (ortodox) katolikus vallás (egyház) volt. Pentz városa a két, különböző asszimilációs jellemzőket mutató terület határvidékén volt.

### A szerb fejedelemségek idején
A Bizánci Birodalomtól Stefan Nemanja szerb nagyfejedelem 1180 és 1190 közt elfoglalta a várost és környékét, ami a következő 200 évben szerb államalakulatok része volt. A szerb időszakban ‒ a források először 1202-ben ‒ nevezték a várost Pećnek.
A város a szerb uralkodóktól számos kiváltságot, a nemesektől jelentős ajándékokat kapott. Gazdagok és változatosak voltak épületei. Mesterei finoman megmunkált tárgyakat készítettek (kovácsolt tárgyak, ruhák). A terület, a város határain túl is ismert volt sáfrány termeléséről.
1219-ben – Konstantinápoly 1204-ben történt elfoglalása után – a Niceába menekült konstantinápolyi ökumenikus pátriárkával (I. Manuel/Szaranténosz) Szent Száva (Szabbasz), Stefan Nemanja fia, sikerrel elfogadtatta (elismertette) a szerb egyház függetlenségét. A szerb ortodox egyház első érseke Szent Száva, érseki székhelye az újonnan alapított Žiča kolostor lett. – 1220-ban, második koronázásakor Nemanjics István szerb király Peć-et és több környező falut az érseki kolostornak adományozott.
Miután a Žiča kolostort a kunok két alkalommal is megtámadták és felgyújtották (1276; 1292), ezért 1253-ban a szerb érsekség székhelyét egy biztonságosabb helyre, Peć kolostorába költöztették. Az első peć-i szerb ortodox érsek Szerémségi Szent (I.) Arsenius volt. Ettől kezdve a peć-i kolostor-együttes és a város lett a középkori szerb állam vallási/egyházi központja.
1346. április 16-án IV. István Uroš szerb cár az önálló szerb érsekséget patriarkátusi rangra emeltette, így a szerb pátriárka joghatósága alá tartozó püspökségek alkották a Peć-i Patriarkátust. Az autokefál szerb ortodox egyház első pátriárkája II. Joanikije, a Patriarkátus központja a Peć-i Patriarkátus Kolostor lett. A pátriárka ünnepélyesen „minden szerbek és rómaiak (görögök) császárává (cárjává)” koronázta IV. István Uroš-t.
A Patriarkátusi Kolostor az egyik legjelentősebb műemléke a szerbek történelmének. A 13. századtól kezdve vonzotta azokat a fiatalokat, akik hittudomány kérdéseivel kívántak foglalkozni, de neves írókat és tehetséges művészeket is. Évszázadokig nemcsak egyik megóvó/tartó központja volt a szerb egyházi művészet emlékeinek, de olyan hely, ahol vigyázva őrizték, kifejezték a szerb ortodox kereszténység lelkiségét. ‒ A patriarkátusi székhely közelében sorra épültek jelentős ortodox kolostorok.

#### A török időszak kezdeti századai
A rövid idő alatt szétesett szerb államok egyesített seregei 1389-es rigómezei csatában döntő vereséget szenvedtek az oszmán-törököktől. A csatát követően a törökök rövidesen elfoglalták a várost, aminek ekkor lett a neve Ipek. 1455-ben megszervezték a Ruméliai Vilajetben az Ipeki Szandzsákot. A város a szandzsák központja lett, s később az Oszmán Birodalom többször módosuló közigazgatási egységeiben jelentős változásokon ment át: török családok költöztek a területre, leszármazottai ma is élnek a vidéken. A szűk utcák, a széles bazár, a balkáni török építésű lakóházak keleties, iszlám jelleget adtak a településnek. Sokszor az ortodox egyházi épületek alapjaira emelték az iszlám építészet jellegzetes egyházi épületeit, a mecseteket. Valószínű, a régi városközpontban, a 15. század második felében épült a Bajrakli mecset.
A szerb ortodox püspökségek az Oszmán Birodalom ideje alatt is megmaradtak. Figyelemmel kellett lenniük a Porta érdekeire. Így az Ipeki (Peć) Patriarkátus ugyancsak tovább élt, de hatáskörét kisebbítették, tevékenységét visszafogták, akadályozták. A pátriárkák a város melletti kolostorban laktak. 1463-ban a megüresedett pátriárkai helyet nem tölthették be, s ezzel az Ipeki (Peć) Pátriárkátus működése gyakorlatilag megszűnt.

### Azújkor

#### 16. század‒1918
I. Szulejmán szultán a bosnyák származású Szokoli Mehmed pasa, ruméliai beglerbég, később Szigetvár elfoglalója (Szokoli Musztafa pasa, budai beglerbégnek unokatestvére) tanácsára 1557-ben a Ipeki Patriarchátus tevékenységét ismételten engedélyezte azzal, hogy az új szerb ortodox pátriárka (Makariusz Szokolovics) megválasztásához hozzájárult. A pátriárka továbbra is a város melletti Pátriárkai Kolostorban, a Ipeki Patriarchátus központjában élt. Joghatósága alá tartoztak azok a szerb ortodox katolikusok is, akik a 16‒17. században a Magyar Királyság törökök által elfoglaltak területein éltek. ‒ Az ortodox egyház – a Patriarchátus – egyik alapfeladatának tartotta a balkáni szerbek összetartozásának tudatosítását, a nemzeti identitásuk megtartását, folyamatos erősítését. Állandó törekvése volt az új, független szerb államiság megvalósításának, szerveződésének következetes segítése.
A 17. század végén a középső- és nyugat-balkáni területekre is kiterjedt a Szent Liga Oszmán Birodalom elleni felszabadító háborúja. Győztes seregeik elérték Koszovót és Makedóniát. Eljutottak a szerbek lakta központi területekhez, amikor I. Lipót Habsburg császár kiáltványban kérte és felszólította a balkáni országokat, népeket – így a szerbeket, egyházi vezetőiket – a török elleni harcra, a keresztény szövetségesek támogatására. Csernovics Arzén ipeki pátriárka találkozott a szövetségesek ó-szerbiai hadjáratát vezető tábornokkal, Enea Silvio Piccolominivel. Megállapodtak, hogy a szerbek, törökök elleni felkeléssel, segítséget nyújtanak a császári seregeknek. ‒ A császári csapatok Isztambul felé tartó balkáni előnyomulása megakadt. A törökök megállították a szövetségeseket, és sikeres volt az ellentámadásuk. A Kaçaniki-szorosban vereséget mértek az osztrákokra (1690. január 1.). Küprülü Musztafa nagyvezír (en) sorra foglalta vissza a balkáni várakat, a szerbek lakta területeket. A visszatérő törökök kegyetlen pusztítása – mészárlása, rablása – elől a szerbek a visszavonuló szövetségesekhez csatlakozva, családostól tömegesen menekültek északnyugati irányba.
A Pejai Patriarchátustól külön váltak a Habsburg Birodalom szerb ortodox püspökségei – a letelepedett hívekkel együtt – a karlócai (előbb rövid ideig a szentendrei, illetve a kusedol kolostori (en)) metropolita vezetésével. Újjá szervezték 1692-ben a Pejai Patriarchátust az Oszmán Birodalomban maradt ortodox szerb püspökségeknek, a nagy kivándorlás időszakában az észak- és közép-balkáni területeken lakóhelyüket el sem hagyó, vagy oda visszaköltözött híveknek. ‒ Az Ipeki Patriarchátust 1766. szeptember 11-én a Porta befolyása alatt álló konstantinápolyi pátriárka (Dionysius IV. Muselimes) ‒ III. Musztafa szultán utasítására ‒ feloszlatta; az Ipeki Patriarchátus mint egyházi szervezetet megszűnt. Ettől kezdve a belgrádi metropolita (en) egyre jelentősebb szerepet kapott a török területeken élő szerbek összefogásában. ‒ A Szerb Patriarchátus (en), Belgrád központtal, csak 1920-ban ‒ az 1918-ban létrejött Szerb-Horvát-Szlovén Királyság után ‒ született meg, az 1848-ban megalakult Karlócai Patriarchátus (en) és a belgrádi metropolita joghatósági területének, püspökségeinek egyesülésével. ‒ A szerb ortodox katolikusok minden egyházi szervezete szoros lelki kapcsolatot tartott/tart a Peći (Pejai) Patriarchátus szellemiségével, a Peći (Pejai) Patriarchátusi Kolostorral.
A 19. században az albán nemzeti identitásérzés erősödése a város lakóinál is együtt járt az Oszmán Birodalmon belüli albán függetlenedési törekvések támogatásával. Az 1878‒1881 közti években a Prizreni Liga (Lidhja e Prizrenit) mint a nemzeti ellenállás összefogója harcolt a nemzeti önállóság megteremtéséért. A Liga egyik vezető személyisége volt a pejëi Haxhi Zeka (Zeke Byberi Haji ‒ 1832. december 2. ‒ 1902. február 21.) (sq), (en). A hazafias szervezet alakulóközgyűlésén a Központi Bizottság tagjává választották. A Ligát szervező munkán kívül a törökellenes felkelés egyik katonai parancsnoka lett Koszovóban.
Az 1878 nyarán megtartott Berlini kongresszuson elismert független Montenegró kijelölt határainak érvényre juttatása az albánok fegyveres ellenállást váltotta ki. A határvidéken található város és környéke a harcok előkészületeinek színtere lett. A Montenegróból kiszorult albán harcosok Pejëbe vonultak vissza, és ott próbálták meg kikényszeríteni az Oszmán Birodalom albánok lakta területeit összefogó vilajet autonómiáját. ‒ A szétvert Prizreni Liga utódjaként 1899-ben a városban alakult meg a Pejai Liga (új Albán Liga) (sq), (en), amely ismételten hasonló célt tűzött ki: az önálló Albánia megteremtését „Janina és a Shkodrai-tó között”, Koszovó és Macedónia egészével együtt. Haxhi Zeka lett a Liga elnöke.
A félévezredes oszmán uralom 1912-ben ért véget, de már az Első Balkán-háborúban Montenegró foglalta el a városost, ami az első világháborúban, 1915-ben, az Ausztria-Magyarország birtoka lett.

#### 1918‒2004
A világháború végén, 1918 októberében, szerb csapatok szállták meg a várost és azt követően a Párizs környéki békeszerződéseknek megfelelően a Szerb Királysághoz került, és így lett a Szerb-Horvát-Szlovén Királyság, majd a Jugoszláv Királyság városa. 1931‒1941 között közigazgatásilag a Zéta Bánsághoz (en) tartozott. A második világháborúban a Jugoszláv Királyság összeomlásakor (1941. április 17.) előbb Albánia foglalta el, majd olasz megszállás alá került.
A II. világháború befejeztével ismételten egy állammá egyesültek a dél-szláv területek, és a város a Jugoszláv Szövetségi Népköztársaság (1963-tól Jugoszláv Szocialista Szövetségi Köztársaság) Szerb Szocialista Népköztársasága (Szerb Szocialista Köztársasága) Koszovó és Methohia autonóm tartományának települése lett.
Josip Broz Tito marsall, államelnök politikájának központi sajátossága volt a dél-szláv népek állami egységének megtartása. A halálát (1980. május 4.) követően a felerősödött nacionalizmus a köztársaságok népeinek olyan ellentétéhez vezettek, amely végül Jugoszlávia felbomlásához vezetett. A délszláv háború (1991‒2001) alatt Jugoszláviából új államok szakadtak ki/alakultak meg. Koszovó 2008. február 17-én kikiáltotta függetlenségét Szerbia Köztársaságtól.
Pejë albán és szerb lakosai közt a 20. században gyakran volt feszültség. Különösen súlyos, fegyveres harcok voltak a tartományban, így a városban is, a délszláv háború idején. A város és környéke házainak több mint 80 százaléka komoly károkat szenvedett. Az 5280 épületből több súlyosan megsérült (1590), vagy teljesen megsemmisült (2774). A szerbek részéről történt erőszakos etnikai jellegű albán-kitelepítési kísérletei mellett polgári lakosok haltak meg, és rablások, tömeggyilkosságok ugyancsak voltak a harcokban. Még 2004-ben is előfordultak etnikumközi erőszakos zavargások a városban.

## Fordítás
- Ez a szócikk részben vagy egészben  a   Peć című angol Wikipédia-szócikk ezen változatának fordításán alapul.  Az eredeti cikk szerkesztőit annak laptörténete sorolja fel. Ez a jelzés csupán a megfogalmazás eredetét és a szerzői jogokat jelzi, nem szolgál a cikkben szereplő információk forrásmegjelöléseként.